# Самарканд (аэропорт)
Международный аэропорт «Самарка́нд» (узб. Samarqand xalqaro aeroporti) — международный аэропорт, расположенный на северной окраине второго по величине и численности населения города Узбекистана — Самарканда. Расстояние от аэропорта до центра города составляет 8 км. Единственный аэропорт в Самаркандской области. Является вторым, после Ташкентского аэропорта , по загруженности аэропортом страны. Один из основных хабов национальной авиакомпании Узбекистана — Uzbekistan Airways.

## Описание
Международный аэропорт «Самарканд» расположен на северной окраине города Самарканд, на высоте 680 метров над уровнем моря. В аэропорту имеется одна взлётно-посадочная полоса номер 09/27 с асфальтобетонным покрытием и размерами 3100 на 60 метров. После генеральной реконструкции аэропорт сертифицирован по 1-й категории ИКАО и принимает все типы самолетов: Ил-62, Ил-86, Ту-154, Airbus A310, Airbus А320, Boeing 737, Boeing 757, Boeing 767 и классом ниже. Аэропорт как стратегический объект играет огромную роль в развитии экономики Самарканда и Самаркандской области, а также центральной части Узбекистана, в том числе в сфере туризма.
Для обслуживания пассажиров был построен новый аэровокзальный комплекс, реконструированы рулежные дорожки, построено новое здание диспетчерской службы, смонтировано современное аэронавигационное оборудование. 
Новый терминал, построенный по международным стандартам с учетом требований по обслуживанию маломобильных пассажиров, позволяет увеличить количество регулярных рейсов с 40 до 120 рейсов в неделю, а ежегодный пассажиропоток – до 2 миллионов человек. 
Терминал включает 29 стоек регистрации, 8 выходов на посадку, 4 телескопических трапа, 10 кабин паспортного контроля и 6 Е-gates для вылетающих пассажиров, а также 15 кабин паспортного контроля для прилетающих пассажиров. Полностью обновленный аэродромный комплекс включает новую взлетно-посадочную полосу длиной 3105 метров и шириной 65 метров, 24 места стоянки для воздушных судов и 4 рулежных дорожки.
По итогам 2004 года аэропорт «Самарканд» был признан лучшим среди аэропортов стран СНГ в номинации «Объем перевозок до 100 000 пассажиров» конкурса «Лучший аэропорт года».

### Новый терминал
18 марта 2022 года в Самарканде прошло торжественное открытие нового терминала международного аэропорта. Первым обслуженным рейсом в новый терминал аэропорта Самарканда стал рейс HY-045/046 авиакомпании Uzbekistan Airways из Ташкента в Самарканд и обратно. Успешно обслуженный рейс открыл новую главу в истории современной авиации Республики Узбекистан. 
Впервые в истории авиации Узбекистана был реализован проект государственно-частного партнерства между ООО «AIR MARAKANDA» и государственным партнером АО «Uzbekistan Airports».

## Авиакомпании и направления
Список составлен на зимний сезон 2024 гг. Могут быть изменения.